# Soledad (telenovela colombiana)
Soledad fue un dramatizado colombiano producido por Caracol Televisión para Producciones Cinevisión y transmitido por la Cadena Uno entre los años  1994 y 1995. Estuvo protagonizado por los actores Linda Lucía Callejas y Danilo Santos, con las actuaciones estelares de Andrea López, María Eugenia Parra, y la primera actriz colombiana Gloria Gómez. En un principio el protagonista sería el actor Mario Ferro, quien se retiró de la televisión por motivos religiosos, finalmente fue Danilo Santos quien asumió el rol protagónico.

## Sinopsis
La historia comienza el día de la boda de Federico García quien cuando está a punto de pronunciar el sí que lo unirá a la distinguida María de los Angeles, ve aparecer a Dolores Guerrero, una mujer con la que sostuvo un tórrido y clandestino romance y de quien tiene dos hijas: Soledad y Judith.
Ella llega a la iglesia llevando a las dos pequeñas hijas de la mano y las presenta como las hijas del novio, quien a partir de ese momento tiene que asumir toda la furia de la familia de la novia y de su propia madre quien lo amenaza con quitarle todos sus derechos -entre esos una cuantiosa herencia- si no repara todo el mal que ha hecho.
Federico acepta, entonces, raptar a las dos pequeñas hijas pues, según su madre, deben ser educadas bajo su orientación porque al fin de cuentas llevan su sangre.
El día planeado, tras una gran confusión él logra llevarse a la niña mayor, mientras que Soledad alcanza a ser rescatada por su madre luego de ocurrido el plagio. A partir de ese momento empiezan los dramas de la pequeña, que ve cómo su madre enloquece, mientras que su hermana cae en manos de unos parientes de su padre muy adinerados que viven en otra ciudad y que le dan todo su amor a la pequeña.
Pasado el tiempo, las dos hermanas se encuentran de nuevo (cada una en circunstancias muy diferentes) y sin darse cuenta se enamoran del mismo hombre, Sergio Barbieri, quien es el apuesto novio de Juliana (la hermana mayor) pero que empieza a interesarse en Soledad cuando esta llega a trabajar a su empresa.
Se convierten, entonces, en rivales y Juliana empieza a hacerle la vida imposible a Soledad sin saber que es su propia hermana. Luego, el destino se encarga de hacerlas caer en cuenta del parentesco, aunque en ese momento las dos aman al mismo hombre.

## Elenco
- Linda Lucía Callejas - Soledad Guerrero
- Danilo Santos - Sergio Barbieri
- Andrea López - Judith/Juliana
- Rebeca López - Doña Lucrecía Viuda de García
- Gloria Gómez - Dolores "Lola" Guerrero
- Flor Vargas
- Enrique Carriazo
- María Eugenia Parra - María de los Angeles
- Andrés Felipe Martínez - Federico García
- María Eugenia Penagos
- Alberto Saavedra
- Álvaro Bayona
- Viviana Riveros
- Alberto Borja
- Iván Rodríguez
- Pedro Montoya
- Ernesto Tapia
- Juan José Barreto Arzuaga (niño hijo de soledad)